# Parco naturale della Rocca di Cavour
Il parco naturale della Rocca di Cavour si trova a Cavour in provincia di Torino.
Il parco tutela una particolare collina che domina l'abitato del paese. La Rocca è una punta alpina circondata da sedimenti alluvionali, e si innalza sulla pianura circostante di 152 metri . È quindi particolarmente visibile perché si innalza in zona particolarmente pianeggiante ed offre quasi l'impressione di essere sorta dal nulla.
Il parco intende proteggere la flora e la fauna presente. Si tenga presente che la rocca è anche interessante come zona di passo per gli uccelli migratori essendo l'unica altura in un ampio raggio.
Nella zona è inoltre stato istituito il Sito di interesse comunitario Rocca di Cavour  (IT1110001).